# Germering
Germering er en by i Landkreis Fürstenfeldbruck der ligger i den vestlige del af Regierungsbezirk Oberbayern i den tyske delstat Bayern, og ligger vest for München.

## Geografi
Germering ligger på den vestlige del af sletten Münchner Schotterebene. Mod nord grænser den til Puchheim. Mod øst grænser den til udkanten af Münchens industriområder. Mod syd og sydøst ligger et større skovområde Kreuzingskoven; Mod nordvest ligger den kunstige sø Germeringer See (eller Baggersee), og et lille skovkædt bjerg Parsberg.
Mod vest støder kommunen op til Landkreis Starnberg og kommunen Gilching.

### Inddeling
- Germering
- Unterpfaffenhofen
- Neugermering
- Harthaus
- Nebel
- Schusterhäusl
- Streiflach
- Gut Wandelheim